# نادا دیمیچ

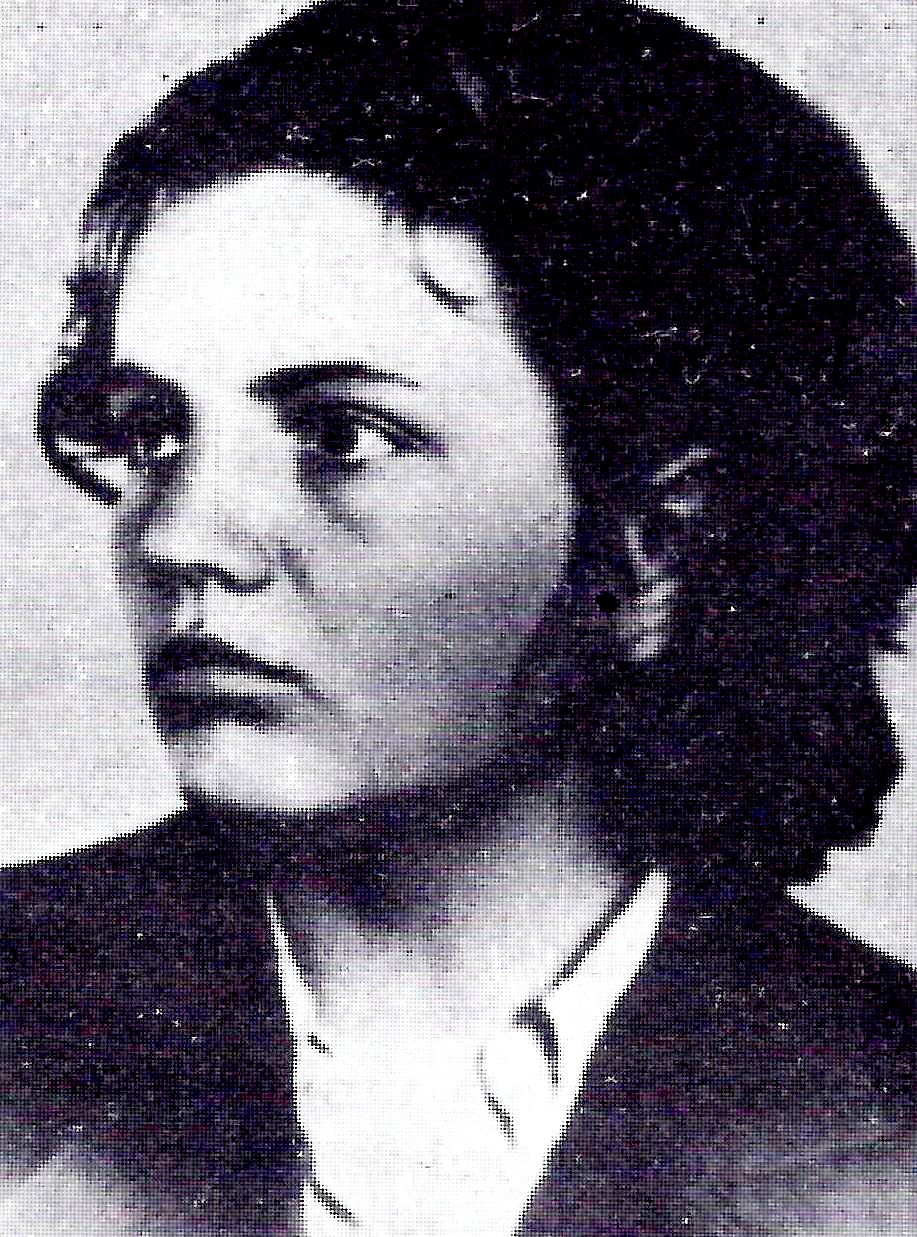
نادا دیمیچ

نادا دیمیچ (زاده ۶ سپتامبر ۱۹۲۳ – درگذشته ۱۷ مارس ۱۹۴۲) یک پارتیزان یوگسلاوی بود که در جنگ جهانی دوم کشته و به عنوان قهرمان خلق یوگسلاوی معرفی شد.

## پیشینه
نادا دیمیچ در دیووسلو نزدیک گسپیچ، پادشاهی یوگسلاوی (کرواسی امروزی) در خانواده‌ای صرب به دنیا آمد. او دوره ابتدایی را در گسپیچ به پایان رساند و سپس برای تحصیل دبیرستان یک سال تحصیل در آکادمی اقتصاد به زمون رفت. در سال ۱۹۳۸ به سازمان جوانان کمونیست و در سال ۱۹۴۰ به اتحادیه کمونیست‌های یوگسلاوی پیوست.

## جنگ جهانی دوم
هنگامی که یوگسلاوی در طول جنگ جهانی دوم مورد تهاجم قرار گرفت، در ژوئن ۱۹۴۱ او به اولین واحد پارتیزان سیساک،  اولین واحد پارتیزان شکل گرفته در کرواسی پیوست. در همان سال، پلیس اوستاشه او را در سیساک دستگیر کرد، اما وقتی او را به زندان زاگرب منتقل کردند، برای جلوگیری از بازجویی او یک ماده زهرآلود بلعید.
در واقع یکی از زندانیان در حال آماده شدن برای عزیمت به زاگرب، موفق شد شیشه‌ای را با بقیه داروها برای نادا بیاورد. نادا که قرار بود توسط پلیس با قطار سفر کند از بی‌توجهی نگهبان سوء استفاده کرد و دارو را نوشید. بعد از چند دقیقه احساس بیماری کرد. نگهبانان متعجب و ترسیده بودند، زیرا می‌دانستند که نادا یک زندانی مهم است و نباید هیچ اتفاقی تا تحویل او رخ دهد. در آن زمان، قطار نزدیک زاگرب بود، بنابراین بلافاصله پس از ورود، وی را به بیمارستان منتقل کردند. دکتر اسلاوا اوچکو، یکی از اعضای کمونیست، در این بیمارستان کار می‌کرد و او موفق شد اعضای سازمان حزب کمونیست زاگرب را از پذیرش نادا در بیمارستان مطلع کند و از آن‌ها بخواهد تلاش کنند نادا را از بیمارستان آزاد کند. رژا تورکوویچ به عنوان سازمان دهنده فرار نادا منصوب شد که این وظیفه را مستقیماً از ولادا پوپوویچ، نماینده کمیته مرکزی حزب کمونیست کرواسی دریافت کرد. علاوه بر روژا، گروهی که این فرار را سازماندهی کردند شامل میلکا و تونکا زوریخ و رودولف کروفلین بود.

## اردوگاه کار اجباری استارا گرادیشکا و مرگ
هنگامی که او از مسمومیت بهبود یافت، به کارلواتس رفت و در آنجا به عنوان یک مأمور مخفی برای پارتیزان‌ها کار کرد. سرانجام توسط ایتالیایی‌ها دستگیر شد و او را در ۳ دسامبر ۱۹۴۱ به پلیس اوستاشه تسلیم کردند. او که تحت شکنجه قرار داشت هیچ اطلاعاتی به آنها نداد و در فوریه ۱۹۴۲ به اردوگاه کار اجباری استارا گرادیشکا فرستاده شد. به همراه نادا، برخی از زنان دستگیر شده که او را از کارلواتس می‌شناختند و برخی همرزمان او بودند، از زاگرب به اردوگاه رسیدند. اگرچه شرایط اردوگاه بد بود، اما زندانیان سعی کردند بهترین شرایط را برای نادا فراهم کنند. آنها او را در کنار یک پنجره کوچک در یک اتاق بزرگ قرار دادند و به او غذای کمی بهتر دادند تا قدرت خود را باز یابد. نادا به تدریج بهبود یافت و پس از ده روز دوباره توانست روی پاهای خود بایستد. در ۱۹ مارس ۱۹۴۲، پلیس اردوگاه نادا را به همراه سه زندانی دیگر به بهانه مداوا و اعزام به بیمارستان از مقر خارج کرده و به قتل رساندند. نادا بلافاصله کشته نشد، اما در سلول انفرادی قرار گرفت و دو روز بعد، در ۲۳ مارس ۱۹۴۲ در سن ۱۸ سالگی درگذشت.

## میراث
او پس از پایان جنگ (در ۷ ژوئیه ۱۹۵۱) عنوان قهرمان خلق یوگسلاوی را دریافت کرد. یک کارخانه نساجی (که اکنون از بین رفته) در زاگرب به نام او نامگذاری شده‌است.